# 芬德爾巴赫河
46°00′46″N 7°44′26″E / 46.01269°N 7.74058°E

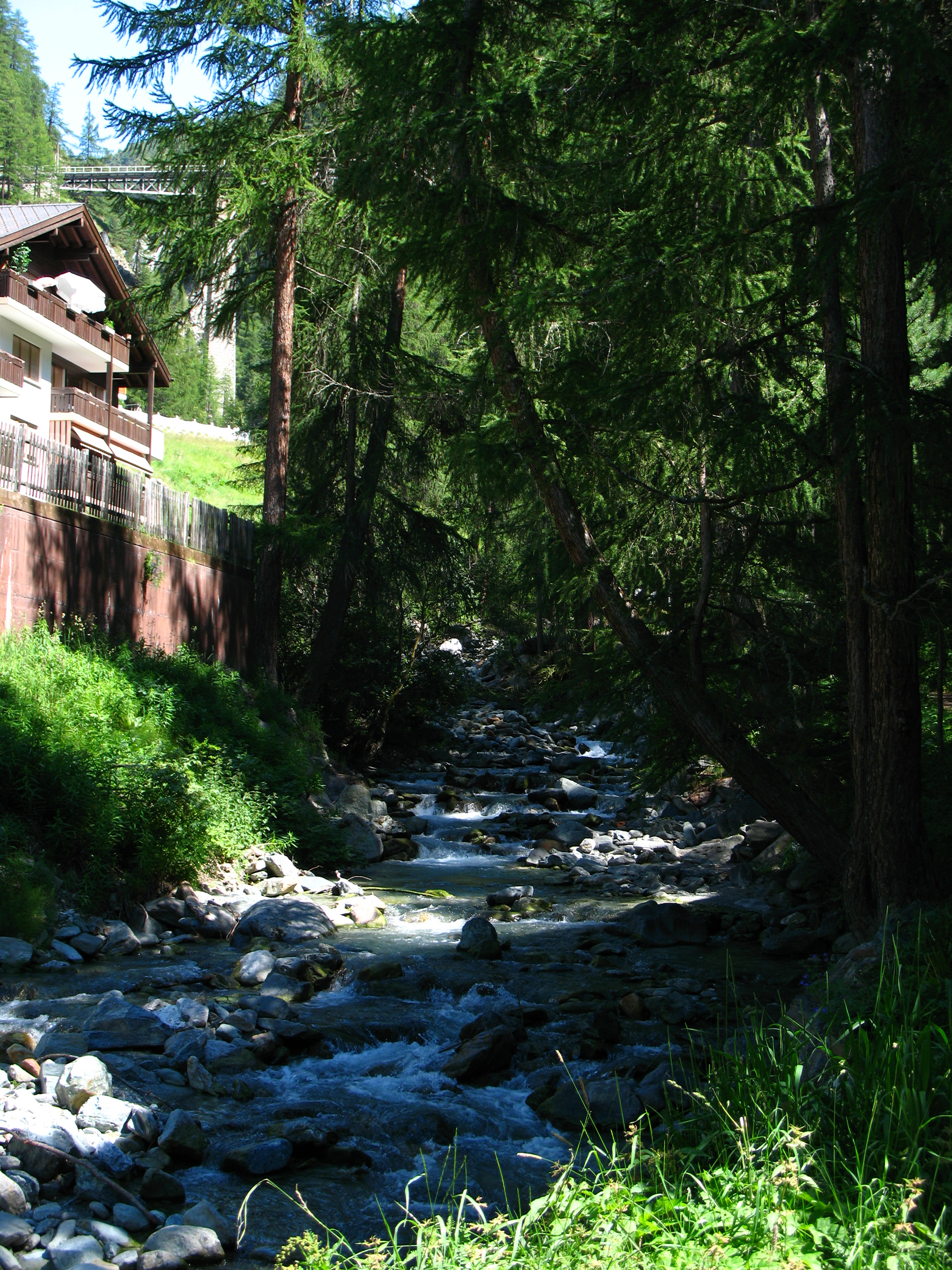

芬德爾巴赫河是瑞士的河流，位於該國西南部，流經瓦萊州，屬於馬特維斯帕河的支流，河道全長8公里，流域面積43平方公里，河口
處在采爾馬特附近。